# Comuna Paliivka, Mala Vîska
Paliivka (în ucraineană Паліївка) este o comună în raionul Mala Vîska, regiunea Kirovohrad, Ucraina, formată din satele Paliivka (reședința) și Vesele.

## Demografie
Componența lingvistică a comunei Paliivka
     Ucraineană (97,52%)
     Rusă (1,39%)
     Alte limbi (0,31%)
Conform recensământului din 2001, majoritatea populației comunei Paliivka era vorbitoare de ucraineană (97,52%), existând în minoritate și vorbitori de rusă (1,39%).